# 長良川鐵道500型柴聯車
長良川鐵道500型柴聯車（日语：／ Nagaragawa Tetsudō Nagara 500-gata kidōsha）是長良川鐵道的越美南線使用的柴聯車。本型車是為了替代車體老化的長良川鐵道1型柴聯車，而在2007年至2009年導入使用的鐵路車輛。

## 概要
1986年12月，原本屬於日本國有鐵道的越美南線改由第三部門鐵道長良川鐵道負責營運。而該公司在開業的同年便將10輛長良川鐵道1型柴聯車投入使用。但該型車在經過12年後開始出現車體老化的現象。因此長良川鐵道在2007年至2008年陸續引入由新潟運輸系統製造的500型柴聯車，以替代服役多年的1型柴聯車。

## 規格構造
本型車以長良川鐵道3型柴聯車為基礎進行設計，但車體長度延長至16.5m。車頭與車尾兩端皆有設置駕駛台，且車頭正面採用貫通式設計。車體的左右兩側各設置2到拉門式旅客用車門，並使用後門上車且前門下車的運行模式。車門之間安裝著5扇窗戶，且為了確保乘客搭乘時眺望遠方的視野，因此其尺寸較長良川鐵道既有的鐵路車輛還大。其中靠近車頭與車尾的4扇窗戶採用上半部固定且下半部可往上開啟的窗戶，其餘皆為固定窗。客室內未設置列車廁所，並且擴大放置輪椅的無障礙座位；而；而本型車也配備能讓輪椅使用者方便上下車的可拆卸斜坡道。同時車頭正面與車體側面均安裝LED目的地顯示幕。
501號與502號柴聯車均使用胭脂紅作為塗裝，並在窗戶下方搭配象徵著長良川的白色與藍色條紋，與3型柴聯車的車體塗裝相似。503號柴聯車則延續1型和2型柴聯車使用的白色塗裝，並搭配橘色與藍色的條紋，以便在視覺上與越美南線沿途的風景維持協調。

## 觀光列車改造
2017年11月，長良川鐵道宣布502號柴聯車將由日本工業設計師水戶岡銳治改造成觀光列車「長良號」的第三輛列車「川風號」，並且在經過試運轉後，於2018年4月18日開始投入使用。川風號與「森號」及「鮎號」皆使用皇家紅作為塗裝，客室內的座椅與沙發則使用白色的皮革。2018年6月3日，川風號與「森號」及「鮎號」連結進行3輛為一編組的運轉。同時川風號也曾在同年的5月及6月作為加掛的普通列車投入運轉。

## 運用
長良川鐵道在2007年至2009年共引入3輛500型柴聯車。首輛501號柴聯車於2007年3月開始投入使用，最後導入的503號柴聯車則在2010年1月作為初詣臨時列車正式投入運行。而隨著500型柴聯車全數投入營運，1型柴聯車僅存的10號柴聯車也在2014年12月正式除役。